# Rifugio Barma
Il Rifugio Barma  è un rifugio situato nel comune di Fontainemore (AO), nella valle del Lys, nelle Alpi Pennine, a 2060 m s.l.m. nelle Alpi Biellesi.

## Caratteristiche

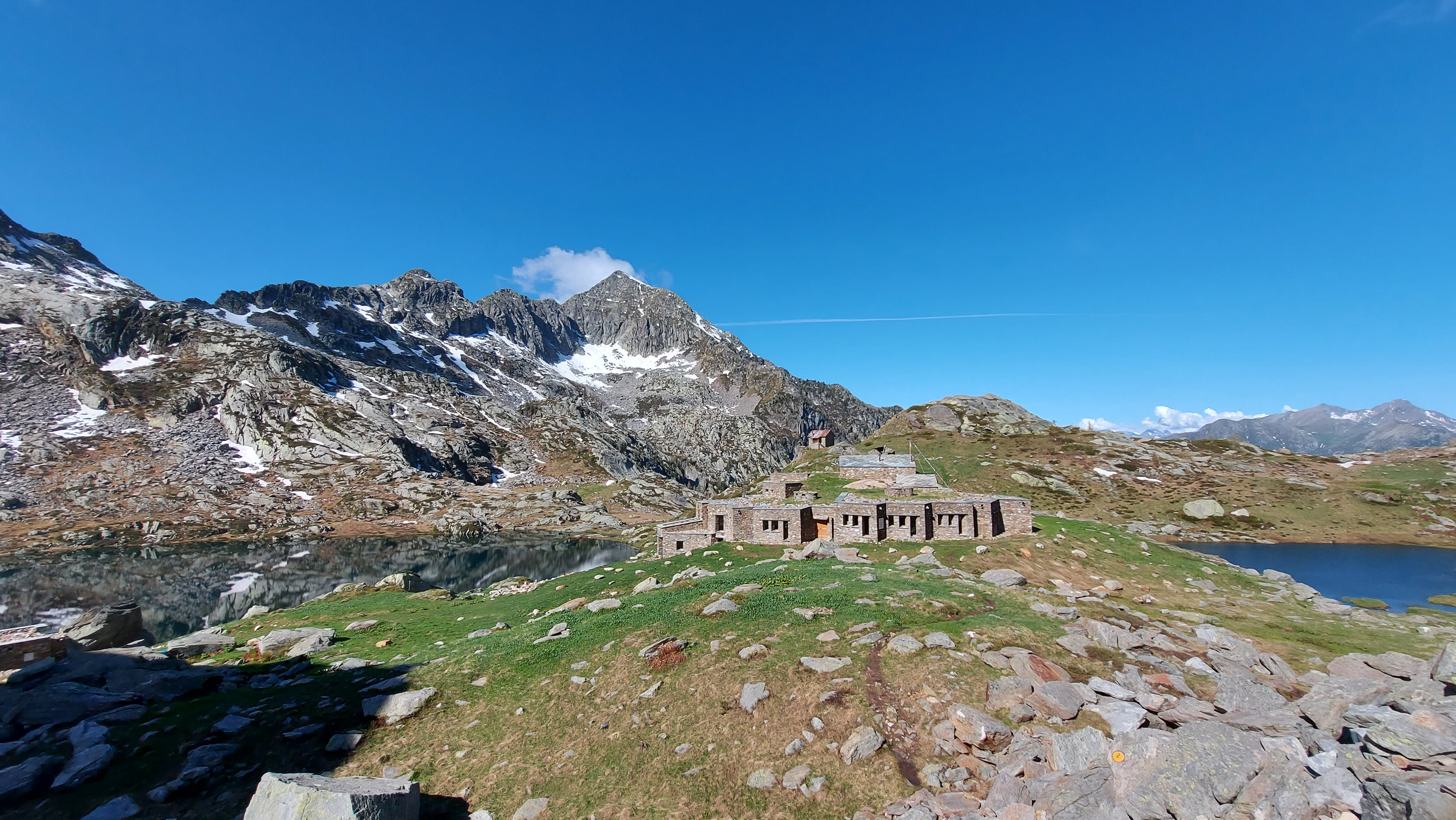
Il rifugio è situato tra i due Laghi della Barma

Si trova all'interno della Riserva naturale Mont Mars e nei pressi del Lago della Barma.

## Accesso
L'accesso si effettua da Pillaz o da Plan-Coumarial, frazioni di Fontainemore.

## Ascensioni
Dal rifugio si può salire al Monte Mars, al Monte Bechit, alla Punta della Barma o alla vicina Cima di Marmontana.